# Paul Chollet
Pour les articles homonymes, voir Chollet.
Paul Chollet, né le 10 avril 1928 à Savignac-de-Duras (Lot-et-Garonne) et mort le 13 décembre 2022 à Agen (Lot-et-Garonne), est un homme politique français, membre de l'UDF. Maire d'Agen entre 1989 et 2001, il est également député de Lot-et-Garonne entre 1986 et 1997.

## Biographie
Frais émoulu de la faculté de médecine de Toulouse, Paul Chollet est le premier médecin pédiatre à s’installer entre Bordeaux et Toulouse au début des années 1960. Les débuts professionnels sont rudes dans une ville où le recours au pédiatre n’était pas ancré dans les habitudes des familles qui s’en tenaient au bon vieux médecin de famille.
Le docteur Esquirol, chirurgien réputé propriétaire de la principale clinique de la ville, a recours à ses services pour un cas de maladie infantile désespéré où l’intervention du pédiatre est décisive. Sa réputation se trouve ainsi établie.
Sensibles aux problématiques sociales, Paul Chollet fonde le premier Centre d'action médico-sociale précoce (CAMSP) puis le premier Centre médico-psycho-pédagogique d’Agen qui abordent le devenir de l’enfant sous un environnement professionnel pluridisciplinaire.
Paul Chollet est aussi le président fondateur de l’antenne locale de l’UNICEF.

### Carrière politique

#### Mandats locaux
Paul Chollet commence sa carrière politique en étant élu conseiller municipal d'Agen en 1977. Quatre ans plus tard, il devient adjoint au maire et est élu conseiller général du canton d'Agen-Centre lors d'une élection partielle en août 1981. Il est également conseiller régional d’Aquitaine de 1986 à 1988.
Élu maire d’Agen en mars 1989, il démissionne peu après de son mandat départemental pour se mettre en conformité avec la loi limitant le cumul de mandats. Il est président de l’Amicale des maires de Lot-et-Garonne de 1989 à 2001.

#### Mandats nationaux
Le 16 mars 1986, Paul Chollet est élu député de Lot-et-Garonne, dans le cadre d'un scrutin à la proportionnelle par départements. Son mandat prend fin avec la dissolution de l'Assemblée nationale le 14 mai 1988.
Il est élu député de la 1re circonscription de Lot-et-Garonne le 12 juin 1988 et réélu le 28 mars 1993. Il demeure en fonction jusqu'au 21 avril 1997, date d'une nouvelle dissolution de l'Assemblée nationale.

### Mort
Paul Chollet meurt à l'âge de 94 ans le 13 décembre 2022, à l'hôpital d'Agen. Il est inhumé au cimetière Gaillard d'Agen.